# Karl Ernst Osthaus

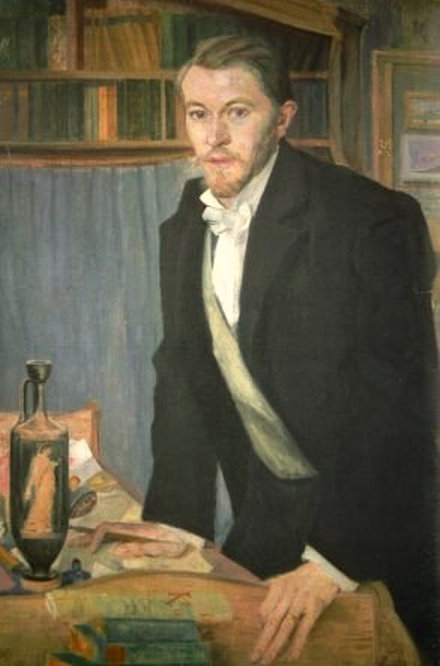
Karl Ernst Osthaus. Gemälde von Ida Gerhardi (1903). Das Gemälde ist ausgestellt im Osthaus Museum Hagen.

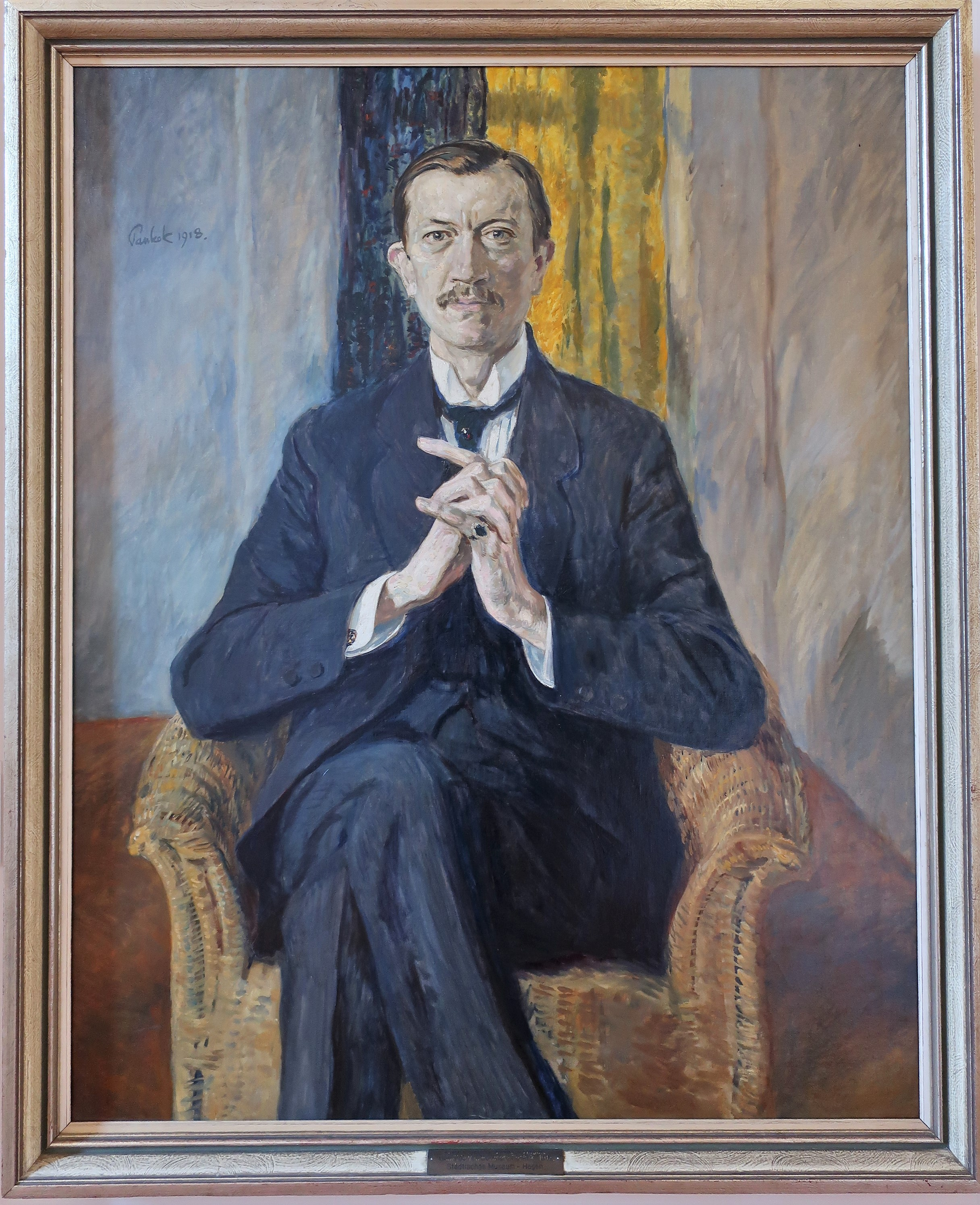
Bildnis Ernst Osthaus. Gemälde von Bernhard Pankok (1916)

Karl Ernst Osthaus (* 15. April 1874 in Hagen; † 27. März 1921 in Meran) war einer der wichtigsten deutschen Kunstmäzene und Kunstsammler des beginnenden 20. Jahrhunderts.

## Leben

### Herkunft und Jugend
Karl Ernst Osthaus wurde am 15. April 1874 in Hagen als Sohn von Carl Ernst August Osthaus (1842–1902) und Selma Emilie Funcke (1852–1874) geboren. Der Vater war Bankier der Essener Credit-Anstalt, die Mutter entstammte der Industriellenfamilie Funcke. In der wachsenden Wirtschaft des Ruhrgebiets hatte es die Familie schnell zu Wohlstand gebracht. Karl Ernst Osthaus zeigte früh schöngeistige Neigungen, die jedoch bei seinem Vater auf wenig Verständnis stießen. Dieser schickte ihn nach dem im August 1892 bestandenen Abitur als kaufmännischen Lehrling in die Mühlenthaler Spinnerei nach Dieringhausen, deren Teilhaber er war, damit sich Karl Ernst Osthaus im Geschäftsleben beweisen konnte. Nach einem Nervenzusammenbruch erlaubte ihm sein Vater aber bereits nach kurzer Zeit den Abbruch der Lehre.

### Studium
Ab dem Sommersemester 1893 studierte Osthaus Philosophie und Kunstgeschichte in Kiel, Berlin, Straßburg, Wien, Bonn und München. Während seines Studiums nahm er Kontakt zu rechten, nationalistischen Gruppen auf. So wurde er Mitglied des Vereins Deutscher Studenten  Straßburg und Berlin. Trotz dieser politischen Verortung entwickelte Osthaus einen zunehmend radikalen Kunstgeschmack. In dieser Zeit wurde er auch von Julius Langbehns Buch Rembrandt als Erzieher beeinflusst. Im Anschluss an dessen Kritik an einer zunehmend degenerierten Kultur der Moderne entwickelte Osthaus die Idee, das Leben positiv durch die Förderung von Kunst und Kultur zu beeinflussen. Neben Langbehn übte auch Friedrich Nietzsche Einfluss auf Osthaus aus, ebenso dessen Position als Mitarbeiter von Julius Meier-Graefe, Harry Graf Kessler und Alfred Lichtwark. So kam er in Kontakt mit zahlreichen neuen Ideen, welche die Kunstwelt im Deutschland des ausgehenden 19. und beginnenden 20. Jahrhunderts prägten.
1896 erbte Osthaus von seinen Großeltern mütterlicherseits ein Vermögen, das es ihm erlaubte, seine Ideen in die Tat umzusetzen. Nach Abbruch des Studiums lebte er ab 1898 wieder in seiner Heimatstadt Hagen und heiratete dort 1899 Gertrud Colsman (1880–1975), die Tochter eines Textilfabrikanten aus Langenberg.

### Kulturelle Tätigkeit in Hagen
Osthaus erstes kulturelles Projekt in Hagen war die Errichtung eines Museums, das den Namen Folkwang-Museum trug. Es sollte ursprünglich die naturkundliche Sammlung von Osthaus beherbergen, der Schwerpunkt verlagerte sich jedoch bereits vor der Eröffnung hin zur Kunst. Zwischen 1898 und 1902 errichtete der Berliner Architekt Carl Gérard das Museumsgebäude im Stil der Neorenaissance, in dem heute das Osthaus Museum Hagen untergebracht ist. Die Innenausstattung führte der belgische Künstler Henry van de Velde im Jugendstil aus. Der Kontakt mit dem belgischen Künstler und Designer kam zustande, nachdem Osthaus 1900 einen Aufsatz Meier-Graefes über ihn gelesen hatte. Dieser Moment wird als ästhetisches Bekehrungserlebnis beschrieben, das Osthaus für die Moderne geöffnet habe. Van de Velde beeinflusste auch die Kunstkäufe von Osthaus. Am 9. Juli 1902 wurde das Museum Folkwang als Kunstmuseum eröffnet. Zunächst kaufte Osthaus klassizistische Werke der Düsseldorfer Malerschule, später die französischen Post-Impressionisten. Im Souterrain blieb die naturwissenschaftliche Sammlung noch einige Zeit präsent, bis sie nach und nach vollständig aus der Präsentation verschwand.
Bereits 1901 erfolgte die Gründung der Folkwang-Malschule. Künstler wie Christian Rohlfs, Emil Rudolf Weiß, Reinhard Hilker, Jan Thorn Prikker und Milly Steger wurden von Osthaus nach Hagen eingeladen und hatten hier die Möglichkeit, sich befreit von wirtschaftlicher Not zu entfalten. Emil Nolde nannte das Museum ein „Himmelszeichen im westlichen Deutschland“.
Osthaus bemühte sich aber auch im weiteren Sinne, das soziale Leben durch Kunst zu gestalten. So regte er an, eine Künstlerkolonie, Werkstätten und ein Lehrinstitut zu gründen. In diesem Zusammenhang entstanden die von Matthieu Lauweriks geleitete „Hagener Silberschmiede“ und das „Hagener Handfertigkeitsseminar“.

### Deutscher Werkbund
Osthaus gehörte 1907 zu den Gründungsmitgliedern des „Deutschen Werkbunds“. Er regte 1909 die Gründung eines weiteren Museums an, des Deutschen Museums für Kunst in Handel und Gewerbe, dessen Konzept und Arbeit in engem Zusammenhang mit den Zielen des Werkbunds stand. Ebenfalls 1909 wurde der „Sonderbund“ in Düsseldorf als eine Vereinigung von Künstlern wie Walter Ophey, Max Clarenbach, August Deusser, Sammlern und Museumsleuten unter seinem Vorsitz gegründet. Das Ziel war es, die Förderung künstlerischer Aktivitäten und die Zusammenarbeit von Künstlern und Publikum zu betreiben.

### Letzte Lebensjahre

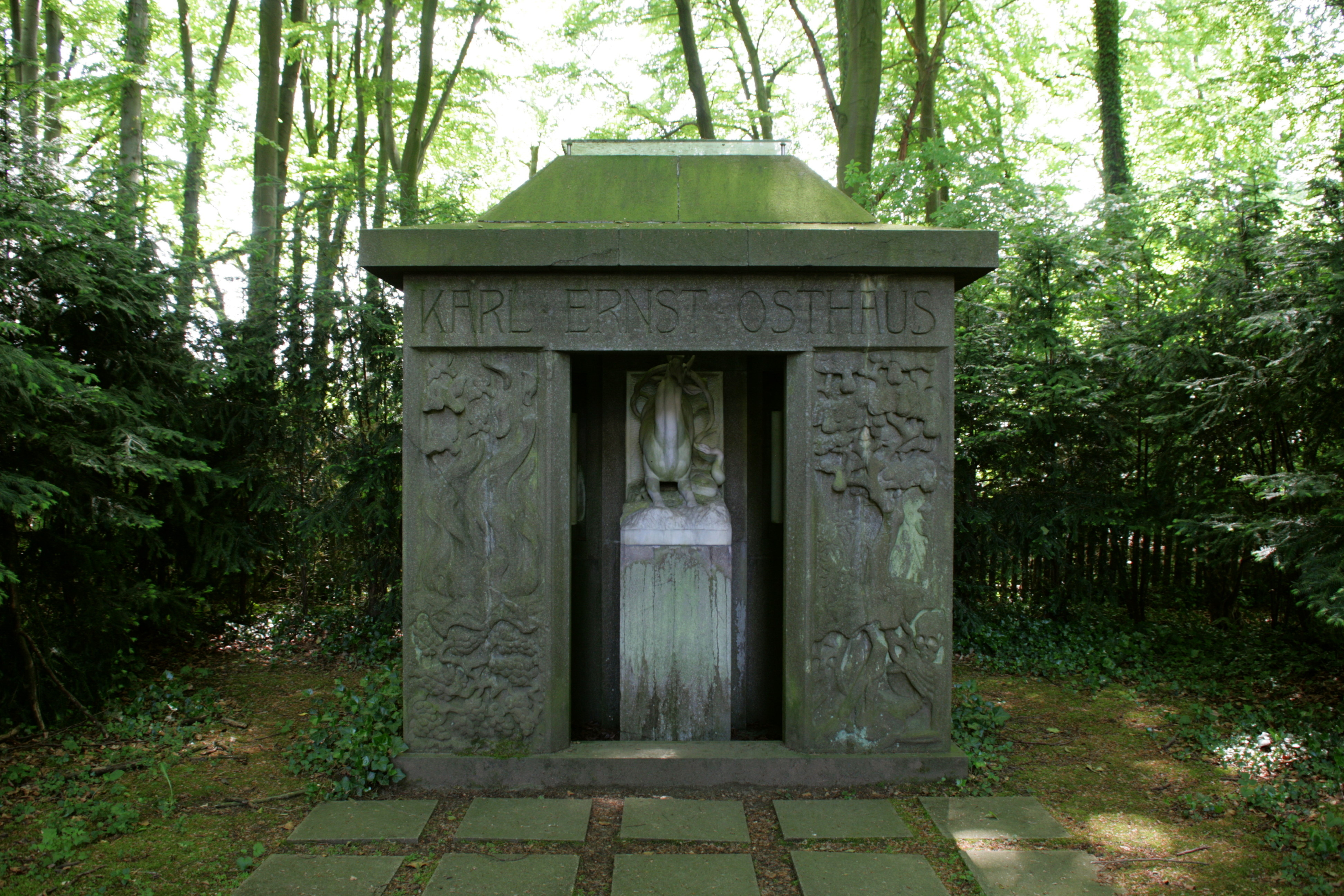
Grabmal im Garten des Hohenhofs

1916 wurde Osthaus als ungedienter Landsturmmann zum Kriegsdienst eingezogen und zog sich dabei ein schweres Leiden (Kehlkopftuberkulose) zu, an dessen Folgen er 1921 in Meran starb. 1919 veröffentlichte er sein Buch Grundzüge der Stilentwicklung im Folkwang-Verlag. Aufgrund dieses Werks verlieh ihm die Philosophische Fakultät der Julius-Maximilians-Universität Würzburg die Ehrendoktorwürde. Einen zweiten Ehrendoktor-Titel erhielt er von der Rheinisch-Westfälischen Technischen Hochschule Aachen. In der Gartenanlage des Hohenhofs steht das von Johannes Ilmari Auerbach 1922 geschaffene Grabmal von Osthaus, das 1971 von Meran nach Hagen transloziert wurde.

## „Hagener Impuls“
Der „Hagener Impuls“ ist heute weltweit ein fester Begriff in der Kunstgeschichte, dennoch blieb die relativ kurze Zeit des Wirkens von Osthaus für die Stadt Hagen nicht mehr als ein Impuls.
Ein Jahr nach seinem Tod verkauften die Erben Osthaus’ den größten Teil seiner Kunstsammlungen an die Stadt Essen, die – unterstützt vom dort ansässigen Rheinisch-Westfälischen Kohlensyndikat – ein attraktives finanzielles Angebot machte und in Essen das Museum Folkwang neu errichtete. Die Sammlungen des Deutschen Museums für Kunst in Handel und Gewerbe kamen zum Kaiser-Wilhelm-Museum in Krefeld.
In Hagen setzt heute das Osthaus Museum Hagen die Tradition fort. 

### Folkwang-Museum
Unter dem Einfluss van de Veldes wurde das Folkwang-Museum zu einem Gesamtkunstwerk. Jedes Element wie Schmuckmotive, Ausstellungsvitrinen, Türklinken und Geländer waren zu einem harmonischen Ganzen verbunden. Dabei hatte van de Velde zum Ziel, eine von historischen Überresten befreite Formsprache zur Entfaltung zu bringen. Diese wurde durch organische Formen, Wellenlinien und helle Farben bestimmt. Dies führte zu einem neutraleren Museumsgebäude, in dem sich die Ausstellungsstücke entfalten konnten.
Neben Werken von Paul Cézanne, Anselm Feuerbach, Paul Gauguin, Vincent van Gogh, Ferdinand Hodler, Henri Matisse, George Minne, Pierre-Auguste Renoir, Auguste Rodin, Georges Seurat und Paul Signac sind es vor allem die Sammlungen europäischen Kunstgewerbes und außereuropäischer Kunst, die den Ruf des Museums in den ersten Jahren ausmachten. Zwar fanden sich solche Werke auch in anderen großen Kunstmuseen in Deutschland, jedoch konnte Osthaus als Privatperson deutlich freier Erwerbungen dieser Art tätigen.

### Gartenstadt Hohenhagen
Durch vorbildliche Bauwerke versuchte Osthaus, seine Mitbürger zu gutem und modernem Bauen anzuregen und durch angewandte Kunst die Trostlosigkeit des Industriezeitalters zu durchbrechen. So entstanden Bauprojekte wie die Gartenstadt Hohenhagen mit dem Hohenhof (erbaut zwischen 1906 und 1908 nach Plänen von Henry van de Velde), die Arbeitersiedlung Walddorfstraße von Richard Riemerschmid aus München und Einfamilienhäuser in der Gartenstadt Emst, sowie das erste Krematorium auf preußischem Boden von Peter Behrens im angrenzenden Ortsteil Delstern.
Osthaus ursprünglicher Plan war großzügig angelegt und umfasste die Gesamtanlage Hohenhagen mit ihrem Zentrum Hohenhof sowie Achsen zu verschiedenen anderen Orten und Gebäuden auf dem Hochplateau der Gartenstadt Emst. Gartenanlagen, ein Museum, eine Schule sowie eine Künstlerkolonie sollten hier einen baulichen und geistigen Komplex entstehen lassen, für den u. a. Bruno Taut einen gläsernen Turm, ein Museumsgebäude, die Folkwang-Schule, ein Gebäude für den Folkwang-Verlag und verschiedene Platzanlagen entwarf. Neben Taut und van de Velde wirkten Peter Behrens, J. L. M. Lauweriks, Adolf Loos, August Endell und Walter Gropius mit.

## Nachwirkungen
1899 hatte Osthaus den Fotografen Hermann Burchardt mit dem Ankauf der prachtvollen Holzvertäfelung eines Salons in einem Damaszener Wohnhaus beauftragt. Diese aus dem Jahr 1810 stammenden Holzkassetten fanden die Erben nach Osthaus’ Tod auf dem Dachboden seiner Villa und schenkten sie dem Dresdner Völkerkundemuseum. Dort wurden sie vor der Kriegszerstörung 1945 in Sicherheit gebracht, anschließend vergessen und erst 1997 im Museumsdepot wiedergefunden. Der heute als „Dresdner Damaskuszimmer“ bekannte Fund stellt nach seiner Restaurierung seit 2012 den Mittelpunkt der Dauerausstellung im Dresdner Japanischen Palais dar.

## Weitere Darstellung Osthaus’in der bildenden Kunst
- Will Lammert: Porträt Karl Ernst Osthaus (Porträtbüste, Bronze, um 1930)[15]

## Schriften
- (mit Heinrich Reifferscheid): Alte Bauten der Stadt Hagen i. W. und ihrer näheren Umgebung. Mappenwerk mit Radierungen und Begleittext. Folkwang, Hagen 1904. (Als Nachdruck: Lesezeichen, Hagen 1993, ISBN 3-930217-00-7.)
- Im Kampf um die Kunst. Die Antwort auf den „Protest Deutscher Künstler“ mit Beiträgen deutscher Künstler, Galerieleiter, Sammler und Schriftsteller. München 1911, S. 16–19.
- Museum Folkwang. Moderne Kunst, Plastik, Malerei, Graphik. Band 1, Hagen 1912.
- Das Schaufenster. In: Die Kunst in Industrie und Handel (= Jahrbuch des Deutschen Werkbundes 1913.) Jena 1913, S. 59–69.
- Der Bahnhof. In: Der Verkehr (= Jahrbuch des Deutschen Werkbundes 1914.) Jena 1914, S. 33–41.
- Grundzüge der Stilentwicklung. (Dissertation, Universität Würzburg). Hagener Verlagsanstalt, Hagen 1918 (mit Lebenslauf S. I–VI).
- Erinnerungen an Renoir. In: Feuer, Illustrierte Monatszeitschrift für Kunst und Künstlerische Kultur. 1. Jg. 1919/1920, S. 313–318.
- Van de Velde. Leben und Schaffen des Künstlers. Hagen 1920.

posthum
- Reden und Schriften. Folkwang – Werkbund – Arbeitsrat. Hrsg. von Rainer Stamm. Verlag der Buchhandlung König, Köln 2002.